# Oliver Schwedes

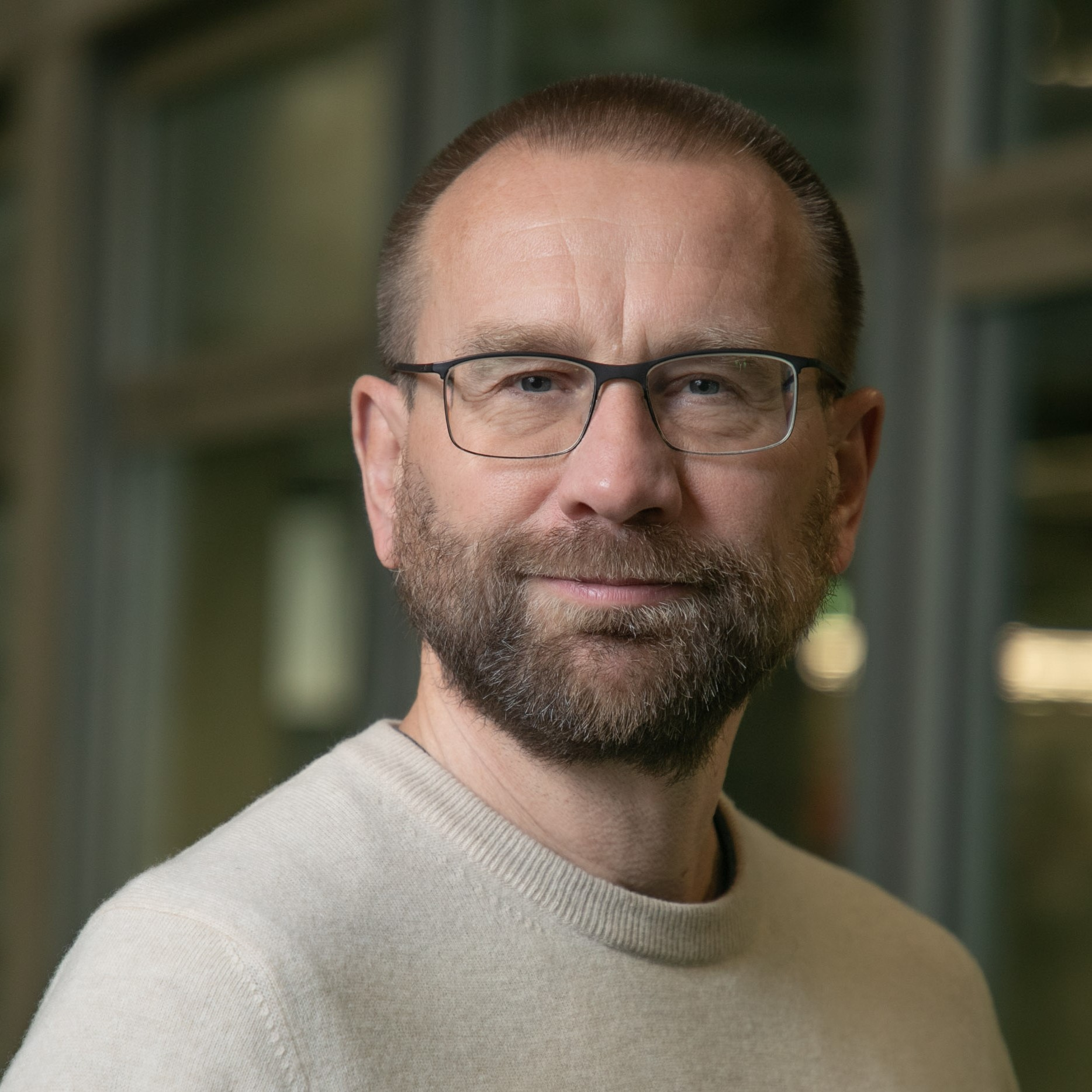
Oliver Schwedes

Oliver Schwedes (* 4. Juni 1967) ist ein deutscher Mobilitätswissenschaftler und ehemaliger Hochschulprofessor an der TU Berlin.

## Werdegang
Schwedes studierte von 1990 bis 1998 Politikwissenschaft, Soziologie, Philosophie und Psychologie in Marburg, Berlin und Edinburgh. Sein Diplom der Politikwissenschaft legte er 1997 an der Freien Universität Berlin ab, gefolgt von einem Diplom der Soziologie 1998. Von 2000 bis 2002 promovierte Schwedes an der Humboldt-Universität Berlin zum Thema „Die Entstehung von Großsiedlungen. Macht- und Entscheidungsprozesse in der Kommunalpolitik am Beispiel städtischer Wohnungsbaupolitik“ bei Hartmut Häußermann zum Dr. phil.
Von 2002 bis 2008 war Schwedes wissenschaftlicher Mitarbeiter der Abteilung „Innovation und Organisation“ beim Wissenschaftszentrum Berlin für Sozialforschung mit dem Forschungsschwerpunkt „Stadt- und Verkehrspolitik“ und bis 2005 Leiter des von der Hans-Böckler-Stiftung geförderten Projekts „Mobilität im Wettbewerb“. Ab 2008 war er wissenschaftlicher Mitarbeiter am Fachgebiet Integrierte Verkehrsplanung der Technischen Universität Berlin. Von 2014 bis 2023 hatte Schwedes die Gastprofessur für Verkehrsplanung und -politik und leitete das Fachgebiet Integrierte Verkehrsplanung.

## Forschungsschwerpunkte
Oliver Schwedes Forschungsschwerpunkte liegen im Bereich der Integrierten Verkehrsplanung und -politik sowie der Stadtentwicklungsplanung und -politik. Dabei leitete er unter anderen Forschungsprojekte, wie das DFG Netzwerk „Räumliche Mobilität in der Zweiten Moderne. Freiheit und Zwang bei Standortwahl und Verkehrsverhalten“ (2008–2011) oder das BMBF-Forschungsprojekt „Mobilitätsmanagement. Möglichkeiten und Grenzen verkehrspolitischer Gestaltung am Beispiel Mobilitätsmanagement“ (2015–2017). Besonders im Bereich der Elektromobilität leitete Oliver Schwedes eine Vielzahl an verschiedenen Forschungsprojekten, deren besonderer Fokus auf der Nutzerperspektive lag. Dazu gehörten die Projektleitung der Politik-Analyse im Rahmen des e-mobility Projekts „IKT-basierte Integration der Elektromobilität in die Netzsysteme der Zukunft“ (2009–2011), die Leitung des Projekts „E3 – Combined Charging System: Entwicklung und Demonstration von Schnellladestationen“ (2013–2014) sowie die Leitung des Forschungsvorhabens „Smart e-User: Konzepte für elektrische Antriebe im städtischen Personenwirtschaftsverkehr“ (2013–2015).
Die jüngeren Projekte unter der Leitung von Oliver Schwedes finden sich besonders im Bereich der Mobilitätsforschung wieder, wie beispielsweise das DFG Projekt „MobileInclusion: Mobilität und soziale Exklusion“ (2018–2022), „Mobilbericht: Mobilitätsberichterstattung im Bezirk Pankow“ (2017–2023) sowie das DFG Projekt „Pull & Push – Gut & Böse: Zur Wirkung und Wahrnehmung verkehrspolitischer und -planerischer Maßnahmen zwischen Freiheit und Zwang“ (2022–2023). Weiterhin war er Vertrauensdozent der Friedrich-Ebert-Stiftung.

## Aktivitäten
Schwedes ist Herausgeber des „Handbuch der kommunalen Verkehrsplanung“ beim VDE Verlag sowie der Reihe „Mobilität und Gesellschaft“ beim LIT Verlag. Er war Sprecher des Verkehrswesenseminars am Institut für Land- und Seeverkehr an der Technischen Universität Berlin und lehrte regelmäßig zu den Themen Mobilitätsforschung, Nahmobilität und internationaler Verkehrsplanung.
Außerhalb seiner Lehrtätigkeit war Oliver Schwedes Mitglied bei der Deutschen Verkehrswissenschaftlichen Gesellschaft, dem Bund demokratischer Wissenschaftlerinnen und Wissenschaftler, der Vereinigung für Stadt-, Regional- und Landesplanung, dem Fuss e.V., Changing Cities sowie dem Verkehrsclub Deutschland. Weiterhin äußert er sich zu aktuellen Themen der Verkehrspolitik in verschiedenen Print- und TV-Formaten.

## Publikationen (Auswahl)
- Oliver Schwedes (2024): Verkehr(t). Der Mobile Mensch am Limit. Springer., ISBN 978-3658283698
- Oliver Schwedes; Alexander Rammert; Stephan Daubitz; Maximilian Hoor (2023): Mobilität und Verkehr. Grundlegende Begriffe für die Verkehrsplanung im Spannungsfeld zwischen Politik und Gesellschaft. LIT, Münster, ISBN 978-3-643-45099-9
- Stephan Daubitz; Christoph Aberle; Oliver Schwedes; Carsten Gertz (2023): Mobilität und soziale Exklusion. Alltag – Strategien – Maßnahmen,  LIT, Münster, ISBN 978-3-643-45045-6
- Schwedes, Oliver (2022): Urban Mobility in a Global Perspective: An international comparison of the possibilities and limits of integrated transport policy and planning. LIT, Wien, ISBN 978-3-643-90856-8
- Schwedes, Oliver (2021): Verkehr im Kapitalismus. Transcript, Bielefeld, ISBN 978-3-8394-5965-2
- Schwedes, Oliver; Keichel, Marcus (Hrsg.) (2021): Das Elektroauto. Mobilität im Umbruch. Springer Vieweg, Wiesbaden, ISBN 978-3-658-32742-2
- Schwedes, Oliver (Hrsg.) (2021): Öffentliche Mobilität. Voraussetzungen für eine menschengerechte Verkehrsplanung. Springer Nature, Wiesbaden, ISBN 978-3-658-32105-5
- Schwedes, Oliver; Rammert, Alexander (2020): Mobilitätsmanagement. Ein neues Handlungsfeld Integrierter Verkehrsplanung. Springer VS, Wiesbaden, ISBN 978-3-658-30390-7
- Schwedes, Oliver (Hrsg.) (2018): Verkehrspolitik. Eine interdisziplinäre Einführung. 2. Auflage. VS Verlag für Sozialwissenschaften, Wiesbaden, ISBN 978-3-531-92843-2
- Schwedes, Oliver/Weert Canzler/Andreas Knie (Hrsg.) (2016): Handbuch der Verkehrspolitik. Zweite Auflage. Wiesbaden. ISBN 978-3-658-04693-4